# Nicolae-Marian Iorga
Nicolae-Marian Iorga (n. 9 august 1946, Brașov, România – d. 3 ianuarie 2019, Brașov, România) a fost un politician român, ales senator în legislaturile 2000-2004 și 2004-2008, în județul Brașov pe listele Partidului România Mare (PRM). În legislatura 2000-2004, Nicolae-Marian Iorga a fost membru în grupurile parlamentare de prietenie cu Republica Cuba și Canada. Nicolae-Marian Iorga a înregistrat 40 de luări de cuvânt în ședințele parlamentare și a inițiat 2 propuneri legislative. În legislatura 2004-2008, Nicolae-Marian Iorga a fost membru în grupurile parlamentare de prietenie cu Marele Ducat de Luxemburg, Republica Africa de Sud, Republica Filipine, Republica Armenia și Republica Arabă Egipt. În legislatura 2004-2008, Nicolae-Marian Iorga a înregistrat 193 de luări de cuvânt în 117 ședințe parlamentare și a inițiat 113 propuneri legislative din care 5 au fost promulgate legi. 

## Legături externe
- Nicolae-Marian Iorga Arhivat în 27 aprilie 2016, la Wayback Machine. la cdep.ro
- Fostul Senator PRM Nicolae-Marin Iorga a murit